# ديفيد بيفان (رياضياتي)
ديفيد بيفان (بالإنجليزية: David Bevan)‏ هو رياضياتي بريطاني، ولد في 16 نوفمبر 1961 في وايتهفن ‏ في المملكة المتحدة.